# 고레이 천황
고레이 천황(일본어: 孝霊天皇 고레이텐노[*], 기원전 342년 ~ 기원전 215년 3월 27일 (음력 2월 8일))은 일본의 제7대 천황 (재위 기원전 290년 2월 19일 (음력 1월 12일) ~ 기원전 215년 3월 27일 (음력 2월 8일))이다. 일본식 시호는 오야마토네코히코후토니노미코토 (《일본서기》 : 대일본근자언태경천황, 일본어: 大日本根子彦太瓊天皇, 《고사기》 : 대왜근자일자부두이명, 大倭根子日子賦斗邇命)이다. 고안 천황과 오시히메의 사이에서 차남으로 태어났다. 고레이 천황의 황릉이 현재 유지되고 있지만, 실존 여부에 대해서는 역사학적으로 부정적인 견해가 강하며, 결사팔대라고 불리는 8명의 천황 중의 하나이다. 지금의 고레이 천황이라는 시호는 762년 경에 오우미노 미후네가 찬진한 시호이다. 그리고 야마토네코라고 칭호는 7대 고레이 8대 고겐 9대 가이카, 그 뒤의 22대 세이네이 천황등 여러 천황들이 고사기(古事記)에서 기록되었다. 기기(記紀)의 편찬이 최종 단계에 들어간 7 세기말에서 8세기초에 존재한 지토, 몬무, 겐메이, 겐소, 천황등 일본서기와 속일본기(続日本紀)에 칭호가 기록되어 있다. 이것은 7, 8, 9대의 천황의 칭호를 후세의 기기 편찬 최종 단계에 실제로 존재한 천황의 칭호를 이용하여 조작했다는 혐의가 농후하다.

## 가족 관계

### 선조
- 조부 : 일본 제5대 천황 고쇼 천황(孝昭天皇, 기원전 506년 ~ 기원전 393년)
- 조모 : 요소타라시히메노미코토(世襲足媛尊)
  - 아버지 : 일본 제6대 천황 고안 천황(孝安天皇, 기원전 427년 ~ 기원전 291년)
- 외조부 : 아마타라시히코쿠니오시히토노미코토(天足彦国押人命)
- 외조모 : 미상
  - 어머니 : 오시히메(押媛)
    - 형 : 오키비노모로스스미노미코토(大吉備諸進命)

### 부인과 후손
- 황후 : 구와시히메노미코토/호소히메노미코토(細媛命)
  - 장남 : 오야마토네코히코쿠니쿠루노미코노(大日本根子彦国牽尊, 후의 일본 제8대 천황 고겐 천황(孝安天皇), 기원전 273년 ~ 기원전 158년)
- 비 : 가스가노치치하야마와카히메(春日千乳早山香媛)
  - 장녀 : 지치하야히메노미코토(千千速比売命) - 고사기에서만 나옴.
- 비 : 야마토노쿠니카히메(倭国香媛,) -하에이로네(絙某姉), 즉 하에이로도(絙某弟)의 언니
  - 차녀 : 야마토토토비모모소히메노미코토(倭迹迹日百襲媛命) - 야마타이국을 다스린 히미코라는 설이 있음.
  - 차남 : 히코이사세리히코노미코토(彦五十狭芹彦命) - 일본의 옛날이야기 모모타로의 모델이라는 설이 있음.
  - 3남 : 히코사시마노미코토(彦狭島命) - 고사기에서만 나옴.
- 비 : 하에이로도(絙某弟) - 하에이로네(絙某姉), 즉 야마토노쿠니카히메(倭国香媛)의 여동생
  - 4남 : 와카타케히코노미코토(稚武彦命) - 일본의 옛날이야기 모모타로의 모델이라는 설이 있음.
    - 손녀 : 제12대 게이코 천황 황후 하리마노이나비노오이라쓰메(播磨稲日大郎姫, ?~122)
    - 손녀 : 제12대 게이코 천황 비 이나비노와카이라쓰메(伊那毘若郎女)

## 같이 보기
- 모모타로

| 전 임 고안 천황 | 제7대 일본 천황 기원전 290년 2월 19일? ~ 기원전 215년 3월 27일? | 후 임 고겐 천황 |